# Savoia-Marchetti S.M.93
Il Savoia-Marchetti SM.93 è stato un bombardiere in picchiata monomotore, monoplano ad ala bassa, con carrello retrattile, progettato e realizzato in unico esemplare in Italia nel 1943.
Il pilota era insolitamente disteso in una posizione prona e molto in avanti sul motore, ciò per evitare perdite di coscienza durante le picchiate e migliorare al massimo la visibilità durante le stesse.
Utilizzava un motore DB.605 da 1 475 CV. Il SM.93 volò per la prima volta il 31 gennaio 1944 sotto la supervisione della Luftwaffe, ma non entrò mai in produzione.

## Storia del progetto
Il progetto della Savoia Marchetti è stato un progetto assolutamente originale del settembre 1942 e non un adattamento al bombardamento in picchiata di un precedente velivolo. Esso prevedeva un monomotore biposto per il bombardamento in picchiata o a tuffo; progetto caratterizzato dalla posizione prona per il pilota. Ne vennero ordinati dallo Stato Maggiore della Regia Aeronautica due prototipi, tuttavia, a seguito dell'armistizio, le autorità tedesche fecero completare uno solo dei due velivoli per le verifiche del caso.
Esso è stato uno dei pochissimi progetti italiani ad essere sviluppato anche dopo l'8 settembre 1943. Il prototipo venne ultimato alla fine gennaio 1944 e portato in volo per la prima volta il 31 dello stesso mese.
Per la lenta ma necessaria messa a punto del velivolo e per l'incalzare degli eventi bellici le autorità tedesche decisero di abbandonare il progetto, lasciando inutilizzato il prototipo. Probabilmente incise in questa decisione il fatto che la guida del velivolo richiedeva lunghi tempi di addestramento, tempi poco adatti all'evolversi della guerra. In tutto furono eseguiti, dal pilota Ferdinando Rosei, 16 test di volo e venne raggiunta, senza problemi, la velocità di 900 km/h (560 mph) in picchiata, a dimostrazione dell'ottima aerodinamica e bontà complessiva del progetto.

## Tecnica
Il SM.93 prevedeva, al riparo di una stretta cappottina con ampie finestrature, un equipaggio di due persone: seduto posteriormente un radio telegrafista- armiere deputato all'uso della mitragliatrice dorsale, con il pilota posto in posizione prona su di un lettino messo proprio sopra il castello motore. Il pilota veniva fissato per le gambe al lettino di pilotaggio per evitare spostamenti non voluti durante la picchiata.
La particolare posizione prona consentiva al pilota di resistere all'insorgenza della perdita di coscienza dovuta alla accelerazione di gravità, ma la posizione era molto scomoda per il volo normale e fortemente limitante nella vista posteriore; il tutto, inoltre, avrebbe richiesto un considerevole tempo di adattamento addestrativo per i piloti.

### Cellula
Costruito interamente in legno, il SM.93 aveva una fusoliera a sezione ellittica con una struttura a guscio.
Sopra la fusoliera era prevista una stretta tettoia con apertura a scorrimento posteriore dotata di ampie finestrature, per i due membri dell'equipaggio, il pilota pilotava praticamente disteso sul lungo motore DB.605.

### Motore
Il velivolo raggiungeva in affondata la velocità di 950 km/h, ciò grazie alla curatissima aerodinamica e al DB.605 RC.58, motore aeronautico 12 cilindri a V rovesciata raffreddato a liquido prodotto dall'azienda tedesca Daimler-Benz AG capace di 1 475 CV. Esso comandava un'elica tripala metallica di tipo traente. Questo motore nella sua versione tedesca fu probabilmente il migliore motore per aeroplani prodotto in Germania durante il conflitto.

### Sistemi e impianti
Le ali in legno avevano la struttura costituita da due longheroni rivestiti da compensato e tela, così anche i piani di coda a deriva unica.

Il carrello era di tipo triciclo posteriore ed era completamente retrattile con rotazione interna a scomparsa totale; al posteriore era previsto un semplice ruotino d'appoggio. 

Savoia-Marchetti S.M.93 nelle fasi di test sul posto di guida il collaudatore Ferdinando Rosei

### Armamento
Il carico utile del SM.93 era di 2 050 kg e il carico di bombe prevedeva una bomba da 820 kg, oppure secondo l'esigenza tattica bombe da 480 kg o, infine, da 420 kg. Agganciate alle ali era possibile trasportare quattro bombe da 100 kg.
I siluri utilizzabili nell'impiego come aerosilurante erano un CNA da 530 kg, uno SB da 580 kg o uno di tipo W da 650 kg.
L'armamento difensivo comprendeva un cannone da 20 mm che sparava attraverso il mozzo dell'elica, una mitragliatrice da 12,7 mm in ogni ala, ed una terza da 12,7 mm comandata dall'armiere.